# 舞踏会

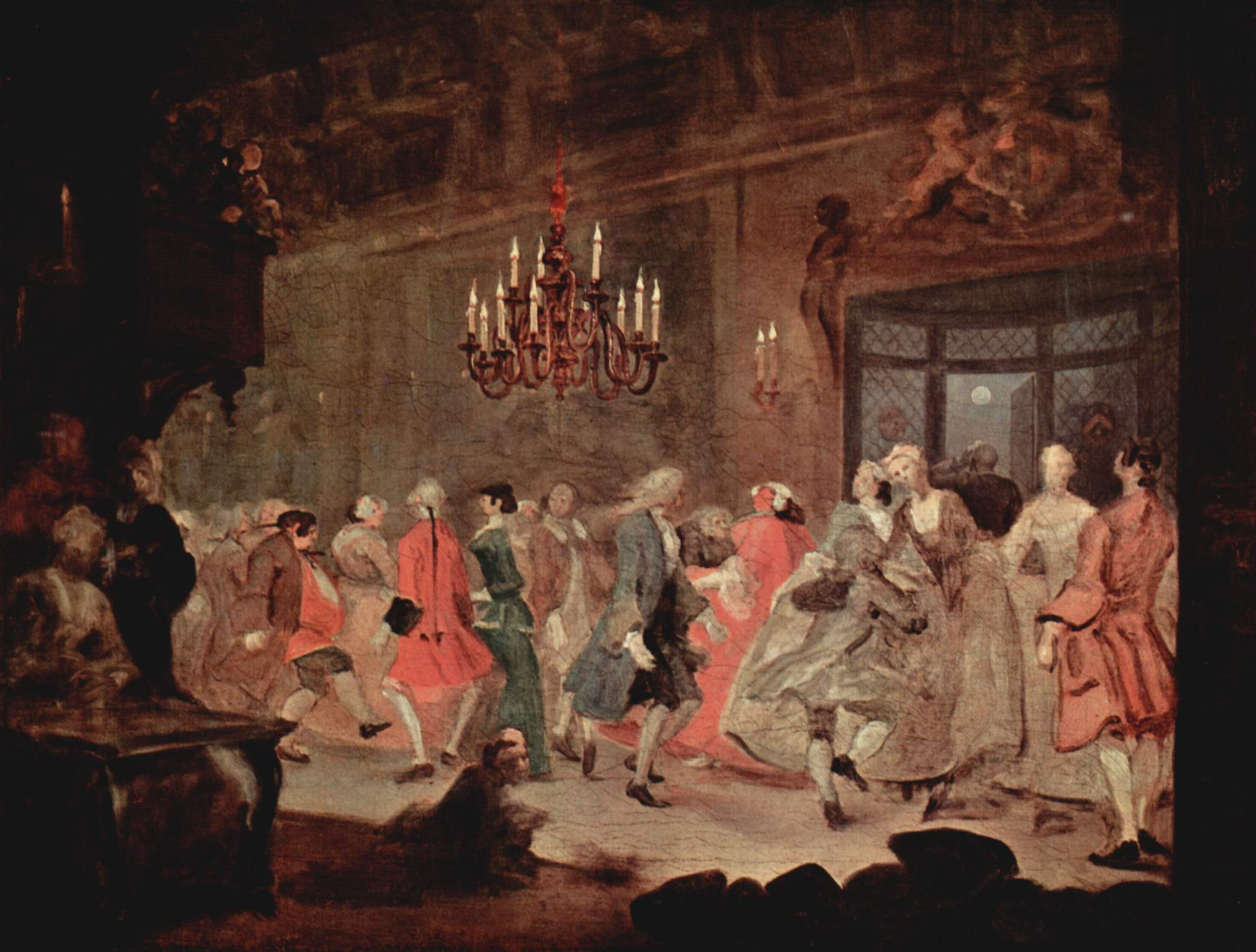
ウィリアム・ホガース、『舞踏会』、1745年

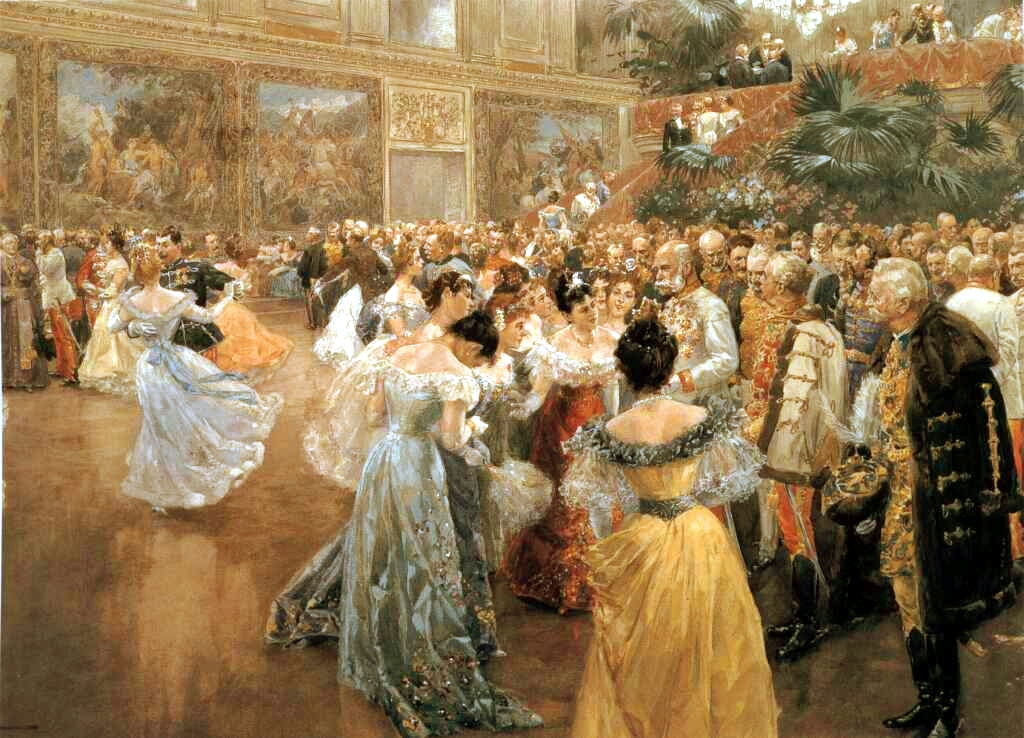
ヴィルヘルム・ゴーズ、『ホーフブルクの宮中舞踏会』、1900年。ホーフブルク宮殿で行われた舞踏会で、オーストリア皇帝フランツ・ヨーゼフ1世の周囲に貴族たちが集まる

舞踏会（ぶとうかい、英: ball, 仏: Bal, 独: Tanzball）は西洋における正式なダンスパーティーである。英語の「ball」はこうした舞踏会で踊られる正式なダンス（ボールルームダンス・社交ダンス、民衆のダンスであるフォークダンスとは対をなす）のことも指す。この語はラテン語で「踊る」を意味する「ballare」に由来している（スペイン語やポルトガル語では「ballare」は「bailar」に変化している）。
宮廷で催される舞踏会を宮廷舞踏会という。17世紀から18世紀にかけて、宮廷舞踏会はヨーロッパ諸国の宮廷で典礼、儀式などの機会に開催された。こうした場でのダンスは社交界に必須のものとしてイギリスで社交ダンスとして大成された。
参加者は燕尾服やイブニングドレスなどの夜会服を着て舞踏会に参加する。招待の際にはホワイトタイ（正式な礼服、男性は燕尾服・女性はボールガウン）やブラックタイ（準礼服、タキシード等）のドレスコードが指定される。オーストリアで行われるヨーロッパで最も格式高いダンスパーティーの一つであるオーパンバルと呼ばれる舞踏会では、デビュタントの女性は純白のイブニングドレスに白のオペラグローブの着用が義務付けられている。
ウィーンでは毎年450以上の舞踏会が開催される。

## 舞踏会の種類
- デビュタントボール (en:Debutante ball) - デビュタントを上流社会の一員として社交界にデビューさせる舞踏会の総称。
- ヴィーナー・オーパンバル - ウィーン国立歌劇場で開催されるヨーロッパで最も格式高い舞踏会でありデビュタントボールも行なわれる[3]。
- コティヨン (en:Cotillion) - アメリカ南部を中心に行われるデビュタントボールの一種。
- プロム - アメリカの高校や大学における卒業ダンスパーティ。
- 仮面舞踏会（マスカレード）
- アメリカ合衆国大統領就任式
- ノーベル賞
- フィリピンデビュー（en:philippine debut)